# 中央俱樂部
中央俱樂部組織（簡稱CC）是中國國民黨在1930至1950年代之主要派系，也有人認為CC的領導是陳立夫與陳果夫兄弟都姓陳（Chen），所以簡稱CC。陳果夫及陳立夫，人稱二陳，是蔣中正的結義兄長陳其美之姪子；憑此關係，1928年2月，蔣中正任命陳立夫代理中國國民黨中央組織部部長，由二陳著手組建中國國民黨中央執行委員會調查統計局。在八年抗战爆发前夕它的顶峰期间，CC派已有上万成员，成為四大家族之一，民間有所謂「蔣家天下陳家黨，宋家姐妹孔家财」之說，陳果夫被譽為“國民黨之教父”。

## 成因
CC名稱的來歷源於1927年9月在上海成立的“中央俱樂部”（Central Club的簡稱）之説流傳甚廣，但除了一些口耳相聞的憶述文字之外，從未得到有力的直接證實。
而据CC骨幹成員蕭錚回憶，1927年9月，他们曾在上海成立过一个名为“十七省黨部聯席會議辦事處”的組織。其大略情形如下：
……乃不數日，南京中央特別委員會已成立，浙江亦將派省特別委員會。余乃與浙省原改組委員會諸同志諸同志同時離浙赴滬，首先樹反對特別委員會之旗幟。時各省黨部主要委員會來滬者日眾，乃召開十七勝聯席會議，由浙江省領銜通電反對特別委員會。南京市黨部亦由谷正綱同志等領導游行反對。余在滬辦一《正路周刊》，顯著表明反對黨中之偏左或偏右行動，主張恢復黨統，召開二届四中全會解決一切。《正路周刊》即由余介紹浙江之許蟠云為主編。十七省黨部聯席會議辦事處，以推由張毅夫兄（原任浙江省改組委員）為縂執行秘書，常駐辦事……我們在滬又過三個余月之秘密革命時期生活。迨11月10日，蔣公自日返滬，26日與宋夫人舉行婚禮，12月決定復職。於17年1月4日返京，定2月1日正式召開二届四中全會，恢復黨統。滬上十七省聯合辦事處乃宣告達成任務正式撤銷。余等乃復入京。果夫先生復任中央組織部，重派各省黨部委員。諸兄均紛紛復出。
後來有研究學者認爲蕭錚回憶之“十七省黨部聯席會議辦事處”與“中央俱樂部”疑似為同一組織，但無相關佐證，目前尚無法確認。
而据1929年1月31日《上海小報》一篇題爲《丁陳暗鬥之又一幕》文内談到：
當丁惟汾長中央訓練部時，各省市指委多尤其一手委派。丁氏乃秘密組織以小團體曰三民主義大同盟，又趁機操縱各省市黨部。故當時社會有“某家天下丁家黨”之謠。其後，陳果夫又組織中央俱樂部（即CC），初而與大同盟對抗。丁以CC背後有大力者，明爭必不能取勝，遂改變策略，以退爲進，向中央辭職，遠走平津主持。
這是目前最早提到有關“中央俱樂部（CC）”的具體報道。文中明確指出中央俱樂部乃陳果夫所組織。
但當時也有不同看法，如1932年12月15日上海出版的《社會新聞》有文否認CC與“二陳”之間的聯係，該文提出時人對“CC團”這一名稱耳熟能詳；其次“CC團”是“二陳”的組織在當時已經是一個相當普遍的看法；再次作者承認“CC團”確有其組織但非“二陳”之組織，而是李壽雍、汪寳瑄的組織，其活動僅限於江蘇一省；最後作者承認李汪與“二陳”關係密切。而且在中華人民共和國建立之後中國大陸出版的一些CC系分子回憶中，亦指認李汪與為CC系成員。
除此之外，《社會新聞》有文對“CC團”提出了如下解釋：
CC團在江蘇黨務方面，一向占著很優越的地位，該團由李壽雍、汪寳瑄等人所發起，成立於民國17年蘇省黨務指導委員會時期，繁榮於第一次省代表大會及18年的第一届省執監委員會時代。當時幾乎可以操縱全省黨務之勢……該派起初[與]中央很是接近，現在据許多關心蘇省黨務的同志報告，CC團目下已經離開中央，而傾向陳某等新組織所謂社會民主黨方面了……該派競選下屆委員者，執行委員為朱堅白、祁錫勇、汪寶瑄、周紹成、周傑人、藍偉斌等六位，監察委員為伍保岑、何續友、陳何康等三位。
該文亦指認“CC團”為李壽雍、汪寳瑄等人所組織，並指明其成立時間及其在江蘇省黨界的勢力，至於“CC團”名稱之由來及其與二陳兄弟是否有直接關聯，則未有交代。另外關於《社會新聞》本身的派系屬性，亦有不同説法，像美國學者易勞逸認爲《社會新聞》屬藍衣社的刊物，而CC系分子譬如趙澍、黃靜齋等人觀點認爲是CC系屬下的刊物。
而陳氏兄弟自CC系建立起到去世之前就一直在相關回憶裏否認CC系的存在，有位研究學者在自己的相關研究著作當中總結了二陳的如下幾點：
（一）本黨將全黨組織任務，先後交給我兄弟二人擔任，既有其大，何必再搞小的？

（二）本黨總章，明文規定不許有小組織，焉有黨掌理組織者，自己反而違紀攪起小組織之理。

（三）黨的英明領袖，絕不允許部屬攪小組織，而不予懲處，否則他自己犯失察之罪。

（四）以戴笠調統工作之嚴密，其能放過CC而不深究嗎？難道找不到一點證據嗎？

（五）我兄弟二人，民族觀念很深，即便有之，亦絕不會用英文來命名自己的小組織的。

（六）我兄弟從來不爲自己打算，從來不向同志講私話，要這個麻煩包袱幹什麽？假使瞞了領袖搞小組織，不在組織内的同志，能這樣聽話嗎？
但是二陳在否認CC系的存在的同時也提到一個由蔣介石命令其兄弟二人組建的稱之爲“青白團”的組織，但陳立夫在其回憶錄裏面反復申明是“奉命成立”，且“CC”一名最初源自Central Club，但後來得以廣泛流傳的原因在於“CC”其名恰恰與二陳兄弟英文姓氏的第一個字母相吻合，也含有貶義且具有濃厚的“私姓”色彩。

## 消亡
否定CC的人則認為，黨同伐異，大陸失守，CC派難辭其咎。中華民國政府撤退到臺灣時，李宗仁、白崇禧桂系集團已徹底崩潰，CC派的利用價值已經降低，加上蔣中正決定培植蔣經國，於是決定削藩。蔣中正召見陳立夫，問他對“國民黨改造”有何想法，陳立夫說：大陸失敗，黨、政、軍三方面都應有人出面承擔責任，黨的方面由他和陳果夫承擔，因此他們兄弟不宜參加黨的改造。蔣中正默默不語。蔣中正下令免去陳果夫中國國民黨中央財務委員會主任職務，裁撤中央合作金庫、中國農民銀行，削弱CC對經濟的控制權力。
不久陳誠以坐擁軍權攻陳立夫，陳誠曾說“把陳立夫送上火燒島”。陳果夫久病在床，陳立夫以參加“道德重整會議”的名義自願放逐流亡美國紐澤西州湖林城外养鸡，直至陳誠死後才被蔣中正召回臺灣。
唐德剛稱，20世紀初中共黨員自呼CP（西披），國民黨則叫KMT（老K），復興社員有時自稱CF，共青團員則自稱CY；只是歷史發展的一個偶然，只餘「中央俱樂部」自稱CC（西西）長留史冊:24。周恩來以共產黨員身分「跨黨」加入國民黨時，入黨介紹人是蔣介石，周恩來一直尊稱陳潔如為「蔣師母」:11。

## 評價
雷震《制憲述要》：「因為國民黨籍的國大代表，主要的是CC分子，他們是素來不講信用的，對於蔣先生的決定，他們常是陽奉陰違，表面上是服從領袖，實際上是圖謀自己派系的利益，所以大家都不敢與CC分子為對手，君邁老師一直視CC如蛇蠍的。」